# ساراتوف غربی
ساراتوف غربی (به روسی: Саратов-Сокол) فرودگاهی نظامی واقع در ساراتوف در کشور روسیه است.